# Yeong E. Kim
Yeong E. Kim ist ein US-amerikanischer Physiker und Professor für Physik an der Purdue University. Er ist dort leitender Direktor des Purdue Center for Sensing Science and Technology.
Sein Hauptarbeitsgebiet ist die theoretische Kernphysik. Er ist Autor zahlreicher wissenschaftlicher Veröffentlichungen unter anderem in den Bereichen Festkörperphysik, Atomphysik, Kernfusion und Quantenphysik.

## Werdegang
Im Jahr 1959 erhielt er den B.S. der Lincoln Memorial University und 1963 den Ph.D. der University of California, Berkeley. Er hielt verschiedene Forschungspositionen an unter anderem den Bell Telephone Laboratories, am Oak Ridge National Laboratory, an der Purdue University und am Los Alamos National Laboratory inne.
Kim wurde 1977 als Professor an die Purdue University berufen. Seit 2001 ist er leitender Direktor des Purdue Center for Sensing Science and Technology an der Purdue University.

## Auszeichnungen und Ehrungen
- Fellow der American Physical Society
- 1977: Senior U.S. Scientist Award der Alexander von Humboldt-Stiftung

## Veröffentlichungen
Kim ist Autor von über 200 Veröffentlichungen mit Peer-Review, unter anderem im European Physical Journal, Journal of Physics B, Physical Review A, Physical Review C, Japanese Journal of Applied Physics und Physics Letters A.